# Јуџин Стонер
Јуџин Морисон Стонер (енгл. Eugene Morisson Stoner; Госпорт, 22. новембар 1922 — Пам Сити, 24. април 1997) је био истакнути амерички конструктор стрељачког оружја. Најпознатији је по конструкцији М-16, из породице пушака AR-15. Међу његовим успешнијим конструкцијама се убрајају и AR-10, AR-18 и многи други пројекти. За своје време је био један од најбољих конструктора, имајући у виду његове готово футуристичке конструкције које се и дан данас нашироко примењују. На бази његових пушака је развијен читав спектар неких од најпознатијих оружја данашњице.

## Биографија
Син је Лојда Лестера Стонера и Били Морисон. Завршио је средњу школу и након тога се запослио у авио корпорацију Вега као инсталатер оружја на војним авионима. Током Другог светског рата је служио на јужном Пацифику и у северној Кини као авио техничар у Маринском корпусу.
Након рата, 1945 је почео да ради за Витакера, у машинској радионици фабрике за производњу авионске опреме, у међувремену је постао инжињер дизајна. Године 1954 се запослио у компанију Армалајт која је била део Ферчајлд авио корпорације.
За Армалајт је дизајнирао прототипе пушака AR-3, AR-9, AR-11, AR-12 које нису имале серијског успеха. Прва његова успешнија конструкција је била AR-5, пушка за преживљавање коју је усвојило Америчко ратно ваздухопловство.
Године 1955 је започео рад на револуционарној AR-10, лаганој и модерној аутоматској пушци у калибру 7.62x51mm. Ову пушку је доставио на конкурсно тестирање војној комисији која је бирала нову службену пушку Америчке војске. Према некима је пушка достављена превише касно како би се раније модификовала по захтевима војске те је одбијена у корист М14. Касније се испоставило да је конкурс био намештен и да је комисија фаворизовала М14, а одбијена је чак и белгијска ФН ФАЛ која се на свим тестовима показала бољом.
Лиценца за AR-10 је због тога издата холандској фабрици „Artillerie Inrichtingen" која их је производила за страно тржиште.
На захтев Америчке војске, Стонеров главни асистент Роберт Фремон и Џејмс Л. Саливан су на бази AR-10 створили потпуно нову пушку, AR-15 у калибру .223, што ће касније постати М-16. Након што је Армалајт продао права за AR-15 компанији Колт, Стонер се посветио дизајну пушке AR-16 у калибру 7.62x51mm. Ова пушка је била само прототип, а из ње је настала AR-18 калибра 5.56mm.
Године 1961 је дао отказ у Армалајту да би прешао у Колт као стручни консултант. На крају је прихватио посао у фирми „Кадилак Гејџ" где је конструисао лаки пушкомитраљез Стонер 63. Ово оружје је замишљено као модуларна платформа која би могла да мења јуришну пушку, пушкомитраљез па чак и средњи митраљез. Још једном Фремон и Саливан су ово оружје преправили на калибар 5.56mm.
Стонер је радио за компанију „TRW Inc" где је конструисао топ 25mm који је производила швајцарска фабрика Ерликон.
Био је сувласник компаније „ARES Incorporated" од 1972 до 1989. У овој фирми је конструисао пушкомитраљез Стонер 86 (побољшани Стонер 63), као и „Будући концепт јуришне пушке" (FARC).
Године 1990 се прикључио компанији „Кнајтс армамент" и конструисао „SR-25" који је у наоружање увела Америчка морнарица као снајпер Mark 11. У овој фирми је радио на унапређењу свог лаког пушкомитраљеза и конструисао је „Стонер 96". Међу његовим последњим патентима су пушка „SR-50" и пиштољ „Colt 2000".